# Опліцько
Опліцько — село в Україні, у Шептицькому районі Львівської області. Населення становить 344 особи.

## Назва
У 1989 р. назву села Оплицьке було змінено на Опліцько.